# ساكو بوهاكاينين
ساكو بوهاكاينين (بالفنلندية: Saku Puhakainen)‏ (14 يناير 1975 بلابينرنتا في فنلندا - ) هو لاعب كرة قدم فنلندي في مركز الهجوم. لعب مع ميبا ونادي توركو ونادي فريماد أماغر ونادي كوسيسي وRakuunat ‏.

## روابط خارجية
- ساكو بوهاكاينين على موقع قاعدة بيانات كرة القدم.إي يو (الإنجليزية)
- ساكو بوهاكاينين على موقع ناشيونال فوتبول تيمز (الإنجليزية)